# نوروزعلی (روستا)
نوروزعلی (به لاتین: Novruzallı) یک منطقه مسکونی در جمهوری آذربایجان است که در شهرستان جلیل‌آباد واقع شده‌است. نوروزعلی ۳۳۰ نفر جمعیت دارد.